# Ногароле Вичентино
Ногаро̀ле Вичентѝно (на италиански: Nogarole Vicentino; на венециански: Nogarole, Ногароле) е село и община в Северна Италия, провинция Виченца, регион Венето. Разположено е на 525 m надморска височина. Населението на общината е 1172 души (към 2015 г.).